# A son de mar

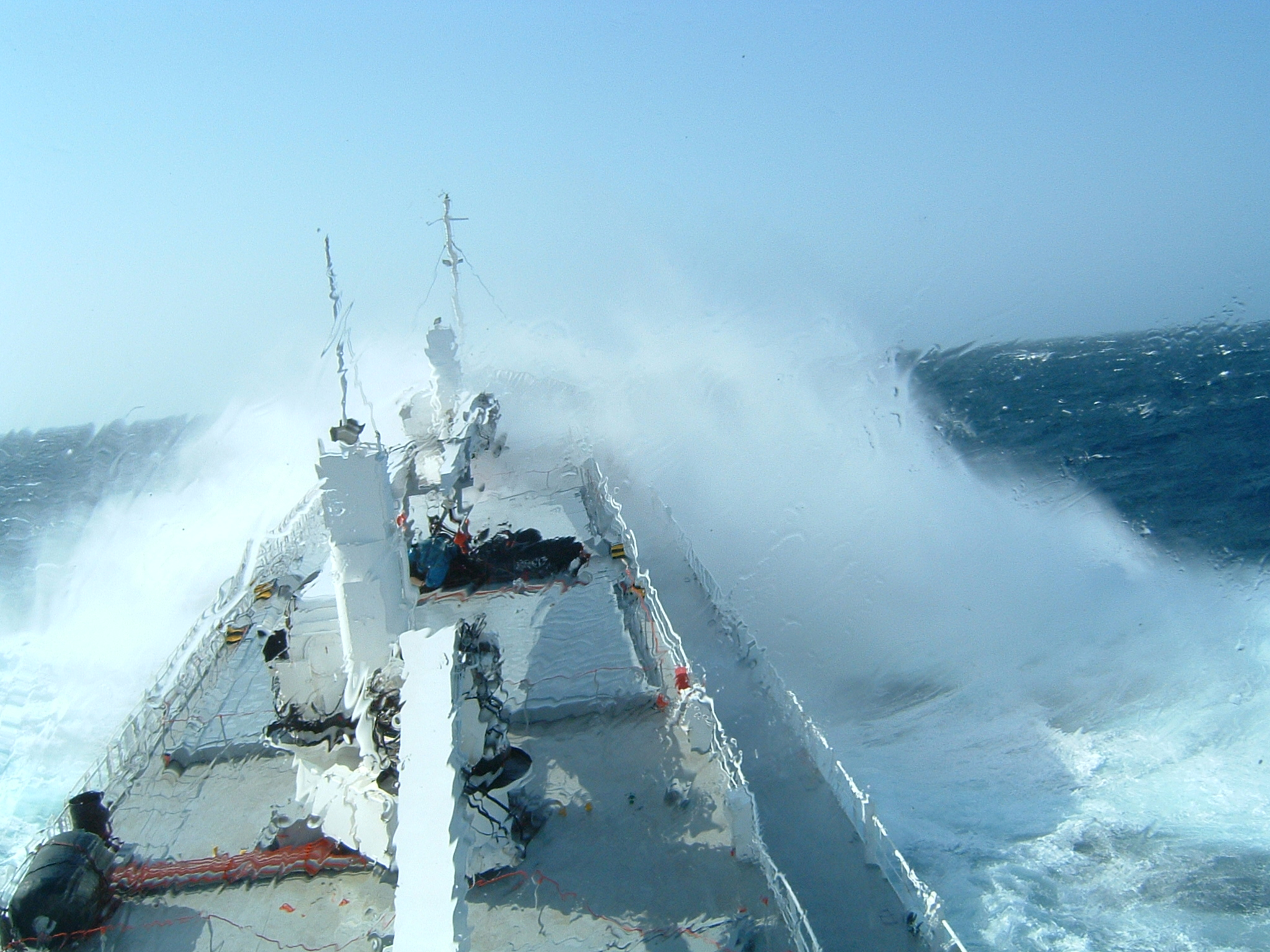
Buque navegando en mar gruesa.

Poner un buque "a son de mar" significa asegurar todos los elementos a bordo de manera de evitar su movimiento por acción del rolido y cabeceo entre las olas y el embarque de agua en espacios interiores. 
En un mercante supone una rutina previa a la zarpada de puerto que entre otras tareas establece:
- Trincado de la carga, tapas escotillas, botes salvavidas, plumas, defensas, grúas y todos los pertrechos sobre cubierta.

- Cierre de portas estancas, tambuchos, tragavientos y ojos de buey.

Es buena práctica marinera efectuar estas tareas incluso navegando en buen tiempo ya que las condiciones meteorológicas pueden desmejorar rápidamente, lo que presupone realizar los aprontes para enfrentar un temporal en condiciones más desfavorables y peligrosas.
Las anclas son los últimos elementos a trincar una vez finalizada la maniobra de zarpe y como paso previo al inicio de la navegación franca.
- Datos: Q5654477